# Sredice
Sredice är en ort i Bosnien och Hercegovina.   Den ligger i entiteten Republika Srpska, i den västra delen av landet, 140 km nordväst om huvudstaden Sarajevo. Sredice ligger 322 meter över havet och antalet invånare är 212.
Terrängen runt Sredice är huvudsakligen lite bergig. Sredice ligger nere i en dal som går i nord-sydlig riktning. Närmaste större samhälle är Ključ, 14,9 km norr om Sredice. 
I omgivningarna runt Sredice växer i huvudsak lövfällande lövskog. Runt Sredice är det ganska tätbefolkat, med 67 invånare per kvadratkilometer.